# Chézard-Saint-Martin
Chézard-Saint-Martin es una localidad y antigua comuna suiza del cantón de Neuchâtel, situada en el distrito de Val-de-Ruz. Desde el 1 de enero de 2013 hace parte de la comuna de Val-de-Ruz.

## Historia
La localidad fue mencionada por primera vez en 998 como Sancto Martino. Petit-Chézard fue mencionado en 1143 como Esser, mientras que Grand-Chézard fue mencionado por primera vez en 1285 como Chesas. La comuna mantuvo su autonomía hasta el 31 de diciembre de 2012. El 1 de enero de 2013 pasó a ser una localidad de la comuna de Val-de-Ruz, tras la fusión de las antiguas comunas de Boudevilliers, Cernier, Chézard-Saint-Martin, Coffrane, Dombresson, Engollon, Fenin-Vilars-Saules, Fontainemelon, Fontaines, Les Geneveys-sur-Coffrane, Les Hauts-Geneveys, Montmollin, Le Pâquier, Savagnier y Villiers.

## Geografía
La antigua comuna limitaba con las comunas de Cernier, Dombresson, Engollon, Savagnier, Sonvilier y Renan, las dos últimas situadas en el cantón de Berna.

## Demografía
En la siguiente tabla se muestra la evolución de la población histórica de la comuna: